# Ситдиков, Айрат Габитович
Ситдиков Айрат Габитович (род. 24 января 1973, Большая Атня, Татарская АССР) — российский археолог, доктор исторических наук, специалист по средневековой археологии Поволжья, археологии Казани. После окончания в 1996 г. Казанского государственного педагогического института обучался в аспирантуре Института истории им. Ш. Марджани Академии наук Республики Татарстан (1996—1999).
Занимается созданием новых научных направлений в археологической науке: внедрение современных технологий в археологию в области археометрических исследований, реставрации предметов из археологического дерева, кожи, текстиля, разработка геоинформационной системы «Археология Татарстана», управляемой базы данных археологии республики, Единого государственного реестра объектов историко-культурного наследия РТ, крупных программ и проектов по изучению и сохранению историко-культурного наследия народов Татарстана, России и Евразии в целом.
При его участии созданы такие крупные музейные центры, как Музей Болгарской цивилизации, «Казанская панорама», примером новации в сфере сохранения и популяризации историко-культурного наследия является создаваемый под его научно-методическим руководством «Музей археологического дерева» в Свияжске.

## Диссертации
- кандидатская — «Стратиграфия, хронология и топография Казанского кремля XI—XVIII вв[2].» (2001);
- докторская — «Средневековая Казань: историко-археологическое исследование (XI — первая половина XVI в.» (2013)[3].

## Трудовая деятельность
Июнь 1997 — май 2001 гг. — специалист II категории, специалист I категории по совместительству, специалист I категории, главный специалист научного отдела музея-заповедника «Казанский Кремль».
В 1998—2007 гг. — руководитель археологического кружка на историческом факультете Казанского государственного педагогического института.
Май 2001 — декабрь 2001 гг. — начальник отдела археологического надзора управления государственного контроля охраны и использования памятников истории и культуры Главного управления архитектуры и градостроительства г. Казани.
Декабрь 2001 — май 2004 гг. — начальник отдела археологического надзора управления государственного контроля охраны и использования памятников истории и культуры Управления архитектуры и градостроительства Министерства строительства и жилищно-коммунального хозяйства РТ в г. Казани.
Апрель 2004 — октябрь 2007 гг. — и. о. заведующего, заведующий Национального центра археологических исследований Института истории им. Ш.Марджани Академии наук РТ.
Ноябрь 2007 — май 2010 гг. — доцент, и. о. заведующего, заведующий кафедры этнографии и археологии Казанского государственного университета им. В. И. Ульянова-Ленина.
Май 2010 — май 2011 гг. — заведующий кафедры этнографии и археологии Казанского (Приволжского) федерального университета.
Май 2011 — сентябрь 2013 гг. — заведующий кафедры этнографии и археологии, доцент, и. о.заведующего, заведующий кафедры археологии и этнологии отделения истории культурного наследия Института истории Казанского (Приволжского) федерального университета.
Сентябрь 2013 г. по наст.время — доцент, заведующий кафедры этнографии и археологии, директор Высшей школы исторических наук и всемирного культурного наследия, доцент, заведующий кафедрой истории Татарстана, археологии и этнологии Института международных отношений, истории и востоковедения Казанского (Приволжского) федерального университета.
С 2014 по наст. время — руководитель обособленного подразделения «Институт археологии им. А. Х. Халикова» ГНБУ «Академия наук Республики Татарстан».
В 2018 году выполнил археологическую экспертизу Охтинского мыса в Санкт-Петербурге, согласно которой обнаруженные там крепости Ландскрона и Ниеншанц не попадают в границы охраняемой территории, поэтому сохранять памятник целиком не предполагается. Предлагается лишь выборочное сохранение отдельных фрагментов фортификационных сооружений. По мнению старшего научного сотрудника Отдела славяно-финской археологии ИИМК РАН, кандидата исторических наук Петра Сорокина, экспертиза направлена на обоснование беспрепятственной застройки мыса компанией «Газпром нефть».

## Общественная деятельность
- Вице-президент Научного комитета по управлению археологическим наследием Национального комитета ИКОМОС (Россия)
- Член Научно-экспертного совета по историческим городам и поселениям Ассоциации «Русская провинция» при Совете Федерации
- Член Общественного совета при Комитете Республики Татарстан по охране объектов культурного наследия.
- Член Ассоциации археологов Канады
- Член Попечительского совета "Государственного историко-архитектурного и художественного музея-заповедника «Казанский Кремль»
- Эксперт РАН группы «Исторические науки, культурология, искусствоведение»
- Аттестованный эксперт по проведению государственной историко-культурной экспертизы
- Главный редактор журнала «Поволжская археология»
- Главный редактор журнала «Археология евразийских степей»
- Член редакционного совета издания «Архитектурная археология» (Институт археологии РАН, г. Москва)
- Член редакционного совета журнала «Теория и практика археологических исследований» (Алтайский государственный университет, г. Барнаул)
- Член редакционного совета журнала «Археология Казахстана» (Институт археологии им. А. Х. Маргулана, г. Алматы)
- Член редакционной коллегии журнала «Тюркологические исследования»
- Член творческого совета детского телевизионного канала «Шаян ТВ» телерадиокомпании «Новый век».

## Государственные награды
- «В память 1000-летия Казани» (2005)
- почетное звание «Заслуженный работник культуры Республики Татарстан»(2014)
- медаль Республики Татарстан «за доблестный труд» (2017).
- почетное звание «Заслуженный деятель науки Республики Татарстан» (2019)

## Поощрения и ведомственные награды
- Национальной премии «Достояние поколений» в номинации «За большой вклад в сохранении археологического наследия» (2006)
- нагрудный знак «За достижения в культуре» (2007)
- лауреат Государственной премии Республики Татарстан в области науки и техники (2008, 2020)
- дипломант «50 лучших инновационных идей для РТ 2009 года» (2009)
- знак отличия «За труд и доблесть на благо Казани» (2010)
- лауреат Государственной премии Республики Татарстан имени Габдуллы Тукая (2016)
- победитель конкурса Совета по грантам Президента Российской Федерации «Ведущая научная школа в области „Общественных и гуманитарных наук“» (2016)
- медаль Духовного управления мусульман Российской Федерации «За духовное единение» (2017).

## Основные научные труды
Исследованные памятники: г. Казань — кремль и зона охраняемого культурного слоя: около 100 раскопов, городища: Чертово, Мошаик, Болгар, Красноярское, Селитренное, Самосделка, Свияжск, могильники: Гулюковский, Мошаик, Посольский и др.
А. Г. Ситдиков впервые в полном объёме обобщил материалы историко-археологических исследований Казани, дополнил и уточнил (совместно с Т. А. Хлебниковой и Ф. Ш. Хузиным) на основе разработок А. Х. Халикова стратиграфическую шкалу культурного слоя Казанского кремля и культурных напластований в исторической части Казани, провел археолого-историко-архитектурный анализ остатков монументальных сооружений Казанского кремля, создав методическую основу таких исследований.
Археологические исследования, проведенные под руководством А. Г. Ситдикова, позволили обосновать 1000-летний возраст г. Казани. Всесторонние научные обоснования, экспертизы, аналитические материалы стали основой для принятия решения о включении «Болгарского историко-археологического комплекса» в Список Всемирного Наследия ЮНЕСКО.
Созданы монографические серии «Археология Евразийских степей», «Археология и естественные науки Татарстана», «Археология Поволжья и Урала: материалы и исследования», журнал «Поволжская археология» (в списке ВАК), организована Международная полевая археологическая школа в г. Болгаре, аттестованный эксперт по проведению государственной историко-культурной экспертизы, эксперт РАН группы «Исторические науки, культурология, искусствоведение».
Автор более 230 публикаций по вопросам археологии и истории в региональных и федеральных изданиях.